# Pristaulacus barbeyi
Pristaulacus barbeyi is een vliesvleugelig insect uit de familie van de Aulacidae. De wetenschappelijke naam van de soort is voor het eerst geldig gepubliceerd in 1933 door Ferriere.